# Добешув (Кендзежинсько-Козельський повіт)
Добешув (пол. Dobieszów, нім. Dobischau) — село в Польщі, у гміні Павловички Кендзежинсько-Козельського повіту Опольського воєводства.
Населення — 176 осіб (2011).
У 1975-1998 роках село належало до Опольського воєводства.

## Демографія
Демографічна структура станом на 31 березня 2011 року:
|          | Загалом | Допрацездатний вік | Працездатний вік | Постпрацездатний вік |
| -------- | ------- | ------------------ | ---------------- | -------------------- |
| Чоловіки | 90      | 23                 | 61               | 6                    |
| Жінки    | 86      | 14                 | 53               | 19                   |
| Разом    | 176     | 37                 | 114              | 25                   |